# Креспина Лоренцана
Крѐспина Лоренца̀на (на италиански: Crespina Lorenzana) е община в централна Италия, провинция Пиза, регион Тоскана. Разположена е на 106 m надморска височина. Населението на общината е 5388 души (към 2012 г.).
Общината е създадена в 1 януари 2014 г. Тя се състои от двете предшествуващи общини Креспина и Лоренцана, които сега са най-важните центрове на общината.